# Kevin Dutton
Kevin Dutton (* 1967 in London) ist ein britischer Psychologe und Autor. Er ist Professor der University of Oxford mit dem Forschungsschwerpunkt Psychopathie.

## Leben
Kevin Dutton ist am Lehrstuhl für Experimentelle Psychologie an der Universität in Oxford tätig. Zuvor war er Forschungsstipendiat am dortigen Faraday-Institut und am St Edmund’s College an der University of Cambridge sowie Gastprofessor für Public Engagement with Psychological Science an der University of Essex.
In der Querschnittsbefragung The Great British Psychopath Survey bestimmte Dutton 2011 den Grad an Psychopathie innerhalb der britischen Bevölkerung. Die höchsten Werte erreichten CEOs, Anwälte und Medienleute in Fernsehen und Rundfunk.
Seit 2012 ist Dutton Autor populärwissenschaftlicher Werke.
Bei einer Online-Testung 2013 mit rund 700.000 Teilnehmern ergab sich nach Dutton u. a., dass Menschen mit der geringsten psychopathischen Neigung Katzen und junge Kätzchen allen anderen Haustieren vorzögen, während diejenigen mit den stärksten psychopathischen Zügen Fische als Haustiere präferierten.
2014 publizierte er zusammen mit dem als psychopathisch diagnostizierten Kämpfer einer Spezialeinheit Andy McNab ein Buch, das die Aneignung moderater psychopathischer Wesenszüge als hilfreich für die Adaption an eine psychopathischer werdende Gesellschaft darstellt.

## Bücher
- Gehirnflüsterer – Die Fähigkeit, andere zu beeinflussen. 1. Auflage. dtv, München 2012, ISBN 978-3-423-34764-8 (englisch: Flipnosis – The Art of Split-Second Persuasion. 2008. Übersetzt von Bernd Leineweber, Klaus Binder).
- Psychopathen – Was man von Heiligen, Anwälten und Serienmördern lernen kann. 1. Auflage. dtv, München 2013, ISBN 978-3-423-24975-1 (englisch: The Wisdom of Psychopaths – Lessons in Life from Saints, Spies and Serial Killers. 2012. Übersetzt von Ursula Pesch).
- mit Andy McNab: Der gute Psychopath in dir – Entdecke deine verborgenen Stärken. 1. Auflage. Fischer, Frankfurt a. M. 2015, ISBN 978-3-596-03273-0 (englisch: The Good Psychopath's Guide to Success – How to use your inner psychopath to get the most out of life. 2014. Übersetzt von Gabriele Herbst).
- Schwarz. Weiß. Denken! Warum wir ticken, wie wir ticken, und wie uns die Evolution manipulierbar macht, München: dtv, 2021, ISBN 978-3-423-28245-1